# Chilton (Devon)
Chilton is een buurtschap in het Engelse graafschap Devon. Het maakt deel uit van de civil parish Cheriton Fitzpaine. Chilton komt in het Domesday Book (1086) voor als 'Cilletone' / 'Cilletona' / 'Cillitone'. Een voormalige boerderij, waarvan delen uit de zestiende eeuw stammen, staat op de Britse monumentenlijst.